# Puydaniel
Puydaniel – miejscowość i gmina we Francji, w regionie Oksytania, w departamencie Górna Garonna.
Według danych na rok 1990 gminę zamieszkiwały 294 osoby, a gęstość zaludnienia wynosiła 40 osób/km² (wśród 3020 gmin regionu Midi-Pireneje Puydaniel plasuje się na 773. miejscu pod względem liczby ludności, natomiast pod względem powierzchni na miejscu 1301.).